# Bayerische D II (2. Besetzung)
Nach der Ausmusterung aller Lokalbahnlokomotiven der Gattung D II im Jahre 1894 wurde die Bezeichnung neu vergeben. Die Dampflokomotiven für den Rangierbetrieb der Gattung D IIII der Königlich Bayerischen Staatsbahn waren Tenderlokomotiven. Ab 1906 wurden weitere Lokomotiven dieses Typs in Betrieb genommen. Sie erhielten die neue Bezeichnung R 3/3. Von den 73 Exemplaren der D IIII kamen 70 als Baureihe 896 zur Deutschen Reichsbahn, die übrigen drei Exemplare kamen 1919 zur polnischen Staatsbahn PKP als TKh101. Die meisten Loks waren auch nach dem Zweiten Weltkrieg im Einsatz. Die letzte D IIII wurde erst 1960 aus dem Dienst genommen.